# Bengt O. Björklund
Bengt Olof Björklund, född 15 augusti  1949 i Stockholm, är en svensk konstnär och poet.
Björklund utbildade sig vid Bolton college of art i Storbritannien 1974–1975.
1968 tog sig Björklund till Istanbul, där han åtalades och dömdes för narkotikabrott vilket ledde till ett mångårigt fängelsestraff. Björklunds tid i det turkiska fängelset utgjorde inspirationen till rollfiguren Erich i den brittisk-amerikanska långfilmen Midnight Express. I Bahador Shahidis dokumentärfilm My moon (2017) berättar Björklund själv om vad som verkligen hände.